# Vittorio Bolla

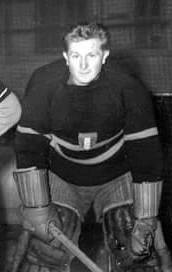
Vittorio Bolla, 1950

Vittorio Luigi Bolla (* 12. Januar 1932 in Mailand; † 20. September 2002 ebenda) war ein italienischer Eishockeytorwart.

## Karriere
Vittorio Bolla begann seine Eishockeykarriere beim HC Diavoli Rossoneri Milano und wurde im März 1947 im Alter von 15 Jahren erstmals in einem Freundschaftsspiel gegen die Schweizer Mannschaft des HC Montana Vermala eingesetzt. Ab etwa 1949 gehörte er fest zum Spielerkader der Rot-Schwarzen Teufel und spielte für diese in der Serie A. Zudem debütierte er während der Saison 1949/50 für die italienische Nationalmannschaft. Nach der Saison 1949/50 wechselte er innerhalb Mailands zum Stadtrivalen HC Milano Inter und gewann mit diesem 1951 die italienische Meisterschaft. Weitere Meisterschaften folgten 1952, 1954 und 1955. Zudem nahm er als Leihspieler mit dem HC Diavoli Rossoneri Milano am Spengler Cup 1951 und mit dem HC Milano Inter am Spengler Cup 1953 teil.
Mit der Nationalmannschaft nahm er 1951, 1952, 1953 und 1955 jeweils an der B-Weltmeisterschaft teil. Bei den XIII. Olympischen Winterspielen 1956 in Cortina d’Ampezzo gehörte er erstmals zum Olympiakader Italiens und belegte mit dem Nationalteam den siebenten Platz. Persönlich wurde er in zwei Spielen eingesetzt, die beide mit einem Unentschieden endeten.
1956 fusionierten die Diavoli Rossoneri mit dem HC Milano Inter zum Milan Inter HC, mit dem er 1958 eine weitere Meisterschaft gewann. Anschließend wurde der Milan Inter HC aufgelöst und der Diavoli HC Milano als Nachfolgeclub gegründet. Für diesen spielte Bolla bis 1965 und gewann einen weiteren Meistertitel (1960) mit dem Club. Zudem nahm er am Spengler Cup 1960 und 1961 teil.
Bei den XIV. Olympischen Winterspielen 1964 in Innsbruck belegte er mit dem italienischen Nationalteam den 15. Platz, wobei Bolla in 6 Einsätzen vier Niederlagen hinnehmen musste. Zudem kam er bei der A-Weltmeisterschaft 1959 und der B-Weltmeisterschaft 1961 zum Einsatz.

## Erfolge und Auszeichnungen
- 1951 Italienischer Meister mit dem HC Milano Inter
- 1952 Italienischer Meister mit dem HC Milano Inter
- 1953 Gewinn des Spengler Cups mit dem HC Milano Inter
- 1954 Italienischer Meister mit dem HC Milano Inter
- 1954 Gewinn des Spengler Cups mit dem HC Milano Inter
- 1955 Italienischer Meister mit dem HC Milano Inter
- 1958 Italienischer Meister mit dem Milan Inter HC
- 1960 Italienischer Meister mit dem Diavoli HC Milano

## Statistik
(Legende zur Torhüterstatistik: GP oder Sp = Spiele insgesamt; W oder S = Siege; L oder N = Niederlagen; T oder U oder OT = Unentschieden oder Overtime- bzw. Shootout-Niederlage; Min. = Minuten; SOG oder SaT = Schüsse aufs Tor; GA oder GT = Gegentore; SO = Shutouts; GAA oder GTS = Gegentorschnitt; Sv% oder SVS% = Fangquote; EN = Empty Net Goal; 1 Play-downs/Relegation; Kursiv: Statistik nicht vollständig)